# Directo: Gira Crónica de un baile
Directo: Gira Crónica de Un Baile es el segundo álbum en vivo de la cantante y compositora malagueña Vanesa Martín. El lanzamiento se grabó en el concierto desde Sevilla, España en el auditorio de la cantante Rocío Jurado.
Nuestro Corte del Inédito En Vivo Destacó Para Dedicar 9 Días, En la cual Fuera Asomar Hablando Un Almanaque Que Cae La Ficha Decir Significando 1 Semana Y El Digital Lanzó Como Únicamente en el Estudio Para Bonus Track
La Edición 2017 de Triple CD Con el Añadido Agregamiento Aparecerá Con 4 Canciones Escondidos "Yo Me Pido Vida" Sobre la Versión Platino Entre Crónica de un Baile Para 2 Sencillazos Ocultos Como Nuestros Más Cortes "Un Minuto Más" y del Argentino Axel "Casi Te Rozo" Dónde El Estudio También Se Grabó el Concierto Hacia Buenos Aires, Argentina
En los Conciertos Cuenta Participaciones Duetos Con Annalisa, Sergio Dalma, Melendi, y Su Amiga de Córdoba, España India Martínez
Pronto Escucharás Las Sucursales Tiendas Edición Latinoamericano 2017 Para Agregar Una Película Llamado La Novia en Su Temazo "Dicen La Nostra Novia" y El Homenaje Luis Eduardo Auté También Otras Escondidas Para Escuchar Inéditas "A La Niña Que Fui" y "Me Olvidé del Azul" Que Lanzó Hace 1 Año del Digital iTunes Y No Estuvo en el Físico

## Lista de canciones

### CD1
1. Sintiéndonos
2. Respirar de ti
3. No me salves
4. La piel
5. Ropa desordenada
6. Hablas
7. Frenar enero (con Melendi)
8. Trampas
9. Tiempo de espera
10. Hoy no
11. Si me olvidas (con Annalisa)
12. Durmiendo sola
13. No te pude retener
14. Polvo de mariposas

### CD2
1. Arráncame (con India Martínez)
2. 9 días
3. Es tan necesario
4. Si pasa o no (con Sergio Dalma)
5. Aún no te has ido
6. Libres
7. Déjame a mí
8. Yo me pido vida
9. Casi te rozo
10. Mi amante amigo
11. Rienda suelta + Nadie más que tú + Dónde + La vida
12. Sin saber por qué

Bonus track:
1. Casi te rozo (con Axel, en directo desde Buenos Aires)
2. 9 días (versión estudio)

### DVD
1. Sintiéndonos
2. Respirar de ti
3. No me salves
4. La piel
5. Ropa desordenada
6. Hablas
7. Frenar enero (con Melendi)
8. Trampas
9. Tiempo de espera
10. Hoy no
11. Si me olvidas (con Annalisa)
12. Durmiendo sola
13. No te pude retener
14. Polvo de mariposas
15. Arráncame (con India Martínez)
16. 9 días
17. Es tan necesario
18. Si pasa o no (con Sergio Dalma)
19. Aún no te has ido
20. Libres
21. Déjame a mí
22. Yo me pido vida
23. Casi te rozo
24. Mi amante amigo
25. Rienda suelta + Nadie más que tú + Dónde + La vida
26. Sin saber por qué
27. Casi te rozo (con Axel, en directo desde Buenos Aires)

### CD3Crónica de un baile
1. Sin saber por qué
2. No me salves
3. Frenar enero
4. Polvo de mariposas
5. Es tan necesario
6. Hablas
7. Respirar de ti
8. Casi te rozo
9. Tiempo de espera
10. Hoy no
11. Ni tú ni yo
12. Yo me pido vida

- Datos: Q30914192